# Aysha pirassununga
Aysha pirassununga là một loài nhện trong họ Anyphaenidae.
Loài này thuộc chi Aysha. Aysha pirassununga được Antonio D. Brescovit miêu tả năm 1992.